# Osada Havranů (film)
Osada Havranů je československý dobrodružný film režiséra Jana Schmidta z roku 1977. Film je první částí trilogie o lidech z pravěku, jež vznikla podle literární předlohy Eduarda Štorcha. Jednotlivé filmy trilogie jsou samostatné příběhy a spojují je některé postavy. Osada Havranů byla natočena podle stejnojmenné knihy a líčí osudy chlapce Havranpírka, kterého přinesla rozvodněná řeka, jeho dětství a touhu stát se lovcem a bojovníkem. Dětskou roli Havranpírka ztvárnil neherec Ludvík Hradilek a další výrazné postavy vytvořili Jiří Bartoška, Marie Sýkorová, Bohumil Vávra a Vilém Besser.

## Vznik filmu
Film natočil režisér Jan Schmidt podle stejnojmenné knižní předlohy Eduarda Štorcha. Je první částí trilogie, kterou tvoří samostatné příběhy propojené jednotlivými postavami. Další části trilogie jsou Na Veliké řece a Volání rodu, všechny tři díly se točily najednou. Protože v době kamenné nebyl na českém území rozšířen jehličnatý les, filmovalo se v lese lužním a v létě filmový štáb sužovali komáři. Točilo se na Prachaticku, v Lednici u minaretu a pod mělnickým zámkem u soutoku. Stavba dekorací byla konzultována s odborníky z Národního muzea. Vesnice se stavěly dobovou technikou bez použití hřebíků. Režisér chtěl do filmu 150 havranů a rekvizitáři je tři týdny odchytávali na Slovensku. Původně měl hlavní mužskou roli hrát sovětský herec Nikolai Jeremenko, ale nebyl schopen se naučit ani pár českých vět. Proto musela jít politika stranou a roli nakonec dostal tehdy ještě neznámý Jiří Bartoška.

## Děj filmu
Hlavním hrdinou z doby kamenné je malý chlapec, kterého z rozvodněné řeky vylovil mladý lovec Sokol. Lovci ho málem zabijí, ale zachrání ho posvátné znamení, když se na něj snese havraní pírko. Osada Havranů chlapce přijme za svého a dostane jméno Havranpírko. Sokol poskytuje chlapci ochranu, vychovává z něj odvážného lovce a bojovníka, učí ho střílet z luku a lovit drobnou zvěř. Když jdou muži na lov, Havranpírko má za úkol hlídat ženy. Jednou, když muži odejdou lovit divočáky, je vesnice přepadena a lupiči Havranpírka omráčí, ukradnou krávu a unesou dívku Veveřici. Sokol přispěchá na pomoc a spolu s Havranpírkem lupiče dožene, osvobodí Veveřici, získá zpět kořist a společně s přivolanými lovci zažene lupiče na útěk. Nastane krutá zima a rod Havranů strádá hlady. Havranpírko přistihne Divouse, jak krade obilí, které je určeno pro příští setbu. Divous ale krádež svede na chlapce a Havranpírko je za trest vyhnán z osady. Veveřice poté objeví, že zlodějem je ve skutečnosti Divous, protože si se ženou pekli placky. Osadu musí tedy opustit Divous s Vrtilkou. Zimu se nakonec podaří přečkat, přijde jaro a léto a Havranpírko zase loví se Sokolem. Havranpírkovi se podaří ulovit jelena a tím je přijat mezi muže a lovce rodu.

## Obsazení
Vybrané role
- Ludvík Hradilek – Havranpírko, mluví Roman Skamene
- Jiří Bartoška – Sokol
- Marie Sýkorová – Veveřice
- Bohumil Vávra – starý Havran
- Vilém Besser – lovec Divous
- Ivan Luťanský – kupec Kam
- Bořivoj Navrátil – Kamův otec kupec Ger
- Václav Hladík – Dráp
- Václav Stýblo – Kňučák